# Le Bon Soldat
 (novembre 2020).
Si vous disposez d'ouvrages ou d'articles de référence ou si vous connaissez des sites web de qualité traitant du thème abordé ici, merci de compléter l'article en donnant les références utiles à sa vérifiabilité et en les liant à la section « Notes et références ».
Le Bon Soldat (sous-titré Une histoire de passion ; The Good Soldier) est un roman écrit en 1915 par l'écrivain anglais Ford Madox Ford, d'abord traduit en français sous le titre Quelque chose au cœur.
Il fut écrit juste avant la Première Guerre mondiale et raconte la tragédie d'Edward Ashburnham, le soldat que le titre évoque, et son mariage en apparences parfait, avec celle de ses deux amies américaines. L'histoire est racontée en utilisant une série de flashbacks dans un ordre dia-chronique, technique littéraire qui formait une part des idées d'avant-garde de Ford, dans la lignée de l’impressionnisme littéraire. Ford utilise le concept de narrateur non fiable pour faire croître ses effets, au fur et à mesure que le personnage principal révèle une version des évènements totalement différente de celle que l'introduction avait fait supposer au lecteur.